# Zygmunt Bohusz-Szyszko
Zygmunt Bohusz-Szyszko (1893-1982) est un officier général polonais (général de division).

## Biographie
Il est né à Chełm (gouvernement de Lublin, Empire russe) le 19 janvier 1893.
Durant la Première Guerre mondiale, il sert dans l'Armée impériale russe.
Pendant la Campagne de Pologne (1939), il est à l'état-major de la 16e Division d'Infanterie.
Parvenu en France, il fut placé à la tête de la Brigade autonome de chasseurs de Podhale et, à ce poste, participa à la Bataille de Narvik conjointement avec les Français et les Britanniques.
Évacué vers le Royaume-Uni à l'issue de la Bataille de France, il fut envoyé à Moscou en août 1941 par le Gouvernement polonais en exil en tant que responsable de la Mission militaire polonaise. Il supervisa la mise en place des accords Sikorski-Maïski devant déboucher sur la création d'une armée polonaise en URSS, la future « Armée Anders ».
Il resta chef d'état-major des Forces polonaises en URSS jusqu'à la liquidation de ces dernières en 1943. Dans le même temps, il commanda la 5e Division d'infanterie de l'Armée Anders.
Il rejoignit le général Anders en Iran et devint son adjoint à la tête du Deuxième corps polonais jusqu'en 1945, date à laquelle il succéda à ce dernier jusqu'en 1946.
Il est décédé à Londres le 20 juin 1982 .

## Distinctions
- Officier de l'ordre Polonia Restituta

## Sources et références
- (en) http://www.generals.dk/general/Bohusz-Szyszko/Zygmunt/Poland.html Steen Ammentorp
- (en) Polish troops in Norway, published for the Polish Ministry of Information, by M. I. Kolin Ltd, Londres, Juillet 1943
- Notices d'autorité :   - VIAF
  - ISNI
  - BnF (données)
  - IdRef
  - LCCN
  - GND
  - Pologne
  - NUKAT
  - Tchéquie
  - Grèce
  - WorldCat